# خواجه دوکوه
خواجه دوکوه (به لاتین: Khwaja Du Koh) یک شهر و مرکز ولسوالی خواجه دوکوه ولایت جوزجان، افغانستان است.
ولسوالی خواجه دوکوه در ۳۱ کیلومتری شمال غرب شهر شبرغان موقعیت دارد. در شمال و شمال غرب، با ولسوالی‌های خم‌آب و ولسوالی خان چارباغ، در جنوب با شهر شبرغان، در شرق با ولسوالی منگجک و در غرب با ولسوالی اندخوی هم سرحد است و مردم آن همه ازبیک بوده و سر زمین پراخ و حاصلخیزی است که در افغانستان کم‌نظیر و زادگاه مارشال عبدالرشید دوستم می‌باشد.